# Nguyễn Thanh Ngọc
Nguyễn Thanh Ngọc (sinh ngày 28 tháng 2 năm 1969) là một chính khách người Việt Nam. Ông hiện là Ủy viên Ban Thường vụ Đảng ủy Bộ Tư pháp, Thứ trưởng Bộ Tư pháp.
Ông từng là Phó Bí thư Tỉnh ủy Tây Ninh, Bí thư Ban Cán sự Đảng UBND tỉnh, Chủ tịch Ủy ban nhân dân tỉnh Tây Ninh , Phó Chủ tịch thường trực Ủy ban Nhân dân tỉnh Tây Ninh nhiệm kỳ 2016-2021.

## Xuất thân
Ông Nguyễn Thanh Ngọc sinh ngày 28 tháng 2 năm 1969 tại huyện Đức Huệ, tỉnh Long An.
Ông hiện đang cư trú tại số 16, hẻm 33, đường 30/4, Khu phố 1, Phường 1, Thành phố Tây Ninh, tỉnh Tây Ninh.

## Sự nghiệp
Ngày 19 tháng 5 năm 2000, ông gia nhập Đảng Cộng sản Việt Nam.
Từ tháng 11 năm 2006 đến tháng 5 năm 2008, ông giữ chức Phó Chánh Văn phòng Tỉnh ủy Tây Ninh.
Từ tháng 6 năm 2008 đến tháng 5 năm 2009, ông giữ chức Chánh Văn phòng Tỉnh ủy Tây Ninh.
Từ tháng 6 năm 2009 đến tháng 8 năm 2010, ông là Ủy viên Ban Chấp hành Đảng bộ tỉnh Tây Ninh nhiệm kỳ 2005 - 2010, Chánh Văn phòng Tỉnh ủy.
Từ tháng 9 năm 2010 đến tháng 1 năm 2012, ông tái cử chức Ủy viên Ban Chấp hành Đảng bộ tỉnh Tây Ninh nhiệm kỳ 2010 - 2015 và giữ chức Chánh Văn phòng Tỉnh ủy.
Từ tháng 2 năm 2012 đến tháng 10 năm 2015, ông vẫn giữ chức Ủy viên Ban Chấp hành Đảng bộ tỉnh và thêm chức Bí thư Huyện ủy Trảng Bàng trong hai nhiệm kì liên tiếp 2010 - 2015 và 2015 - 2020, đại biểu HĐND tỉnh Tây Ninh khóa VIII nhiệm kì 2011 - 2016.
Từ tháng 11 năm 2015 đến tháng 3 năm 2020, ông là Ủy viên Ban Thường vụ Tỉnh ủy nhiệm kì 2015 - 2020, là Phó Bí thư Ban cán sự đảng UBND tỉnh, Phó Chủ tịch Thường trực UBND tỉnh nhiệm kì 2016 - 2021.
Từ tháng 6 năm 2020 đến ngày 27 tháng 8 năm 2020, ông giữ chức Phó Bí thư Tỉnh ủy nhiệm kỳ 2015 - 2020.
Ngày 28 tháng 8 năm 2020, ông được giữ chức Chủ tịch UBND tỉnh nhiệm kỳ 2016 - 2020 sau khi được bầu tại Kỳ họp lần thứ 18 của HĐND tỉnh Tây Ninh và được Thủ tướng phê chuẩn kết quả bầu chức vụ. Ngoài ra, ông vẫn tiếp tục giữ chức Phó Bí thư Tỉnh ủy.
Ông lần đầu tiên trúng cử Đại biểu Hội đồng nhân dân tỉnh Tây Ninh khóa X nhiệm kỳ 2021 - 2026.
Ngày 25 tháng 2 năm 2025, Thủ tướng Chính phủ Phạm Minh Chính đã ký Quyết định số 398/QĐ-TTg điều động, bổ nhiệm ông giữ chức Thứ trưởng Bộ Tư pháp.